# Frode Granhus
Frode Granhus, född 13 mars 1965, död 15 september 2017, var en norsk författare, mest känd för sin serie om utredare Rino Carlsen.

## Biografi
Frode Granhus debuterade 2003 med Hevneren, som gick i stort sett obemärkt förbi. Hans genombrott kom 2010 med Malstrømmen, den första boken om polisutredaren Rino Carlsen i Lofoten, där Granhus själv levde hela sitt liv. Granhus kommenterade senare sitt val av plats och sa att han ville visa publiken att "saker kan hända utanför Oslo eller Bergen", med hänvisning till det stora antalet romaner om brott som hänt i dessa städer. Den andra boken i serien publicerades 2012, följt av ytterligare tre 2014, 2015 och 2017. Medan serien fick mycket bra recensioner fortsatte Granhus ändå sitt heltidsjobb som rådgivare medan han skrev på fritiden.
Frode Granhus dog plötsligt i sitt hem i Lofoten den 15 september 2017, 52 år. Han överlevdes av sin långtidspartner och deras dotter.